# Міктекакіуатль

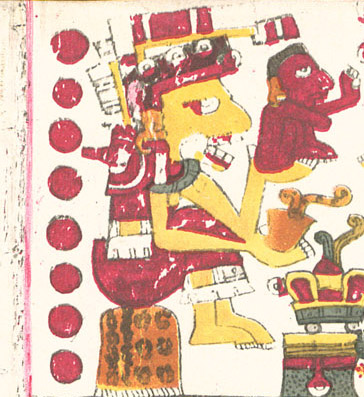

Міктекакіуатль (Mictecacihuatl) — богиня смерті в ацтекській міфології. Її перекладається як «Пані померлих» (інший варіант «Пані смерті»). Мала також інші імена — Міктланкіуатль (Пані Міктлану) та Чальмекакіуатль (Володарка мотузки).

## Опис
Зображувалася з деформованим тілом жовтого кольору. Голова представлена великого розміру з вигнутими щелепами червоного кольору. Зазвичай з роззявленим ротом. На шиї намисто з черепами. По пояс гола. Одягнута у темну спідницю. На ногах сандалі.

## Міфи
Дружина бога підземного царства Міктлантекутлі. Разом з ним мешкає і володарює у 9, найнижчому пеклі. В її обов'язок входить спостерігання за кістками померлих. Також вона забирає душі померлих при народженні. Вночі або перед ранком ковтає зірки, вдень вони не з'являються, які вночі випускає.

## Культ
Ацтеки на її честь влаштовували свято, що тривало з 28 липня до 12 серпня.
У християнській Мексиці її культ змінився на шанування Святої Смерті у День Померлих.